# 그리스 올림픽 위원회
그리스 올림픽 위원회(그리스어: Ελληνική Ολυμπιακή Επιτροπή)는 그리스의 국가 올림픽 위원회이자 비영리단체이다. IOC 코드는 GRE이다. 본부는 아테네에 있으며 유럽 올림픽 위원회에 소속되어 있다.
1894년에 설립되었으며 1895년에 국제 올림픽 위원회의 승인을 받은 국가 올림픽 위원회로서 가장 오래된 국가 올림픽 위원회이기도 하다. 26개 국가 하계 스포츠 종목 연맹과 1개 국가 동계 스포츠 종목 연맹이 소속되어 있으며 그리스의 스포츠 발전을 담당한다. 또한 올림픽, 유러피언 게임을 비롯한 국제 스포츠 대회에 참가하는 그리스의 선수들을 대표한다.

## 같이 보기
- 올림픽 그리스 선수단